# Simulium clarum
Simulium clarum es una especie de insecto del género Simulium, familia Simuliidae, orden Diptera. Fue descrita por Dyar & Shannon, 1927.
Se encuentra en el valle central de California, la larva habita ríos medianos a grandes.